# Ranunculus ficarioides
Ranunculus ficarioides är en ranunkelväxtart som beskrevs av Jean-Baptiste Bory de Saint-Vincent och Chaub.. Ranunculus ficarioides ingår i släktet ranunkler, och familjen ranunkelväxter. Inga underarter finns listade i Catalogue of Life.